# نزف رئوي

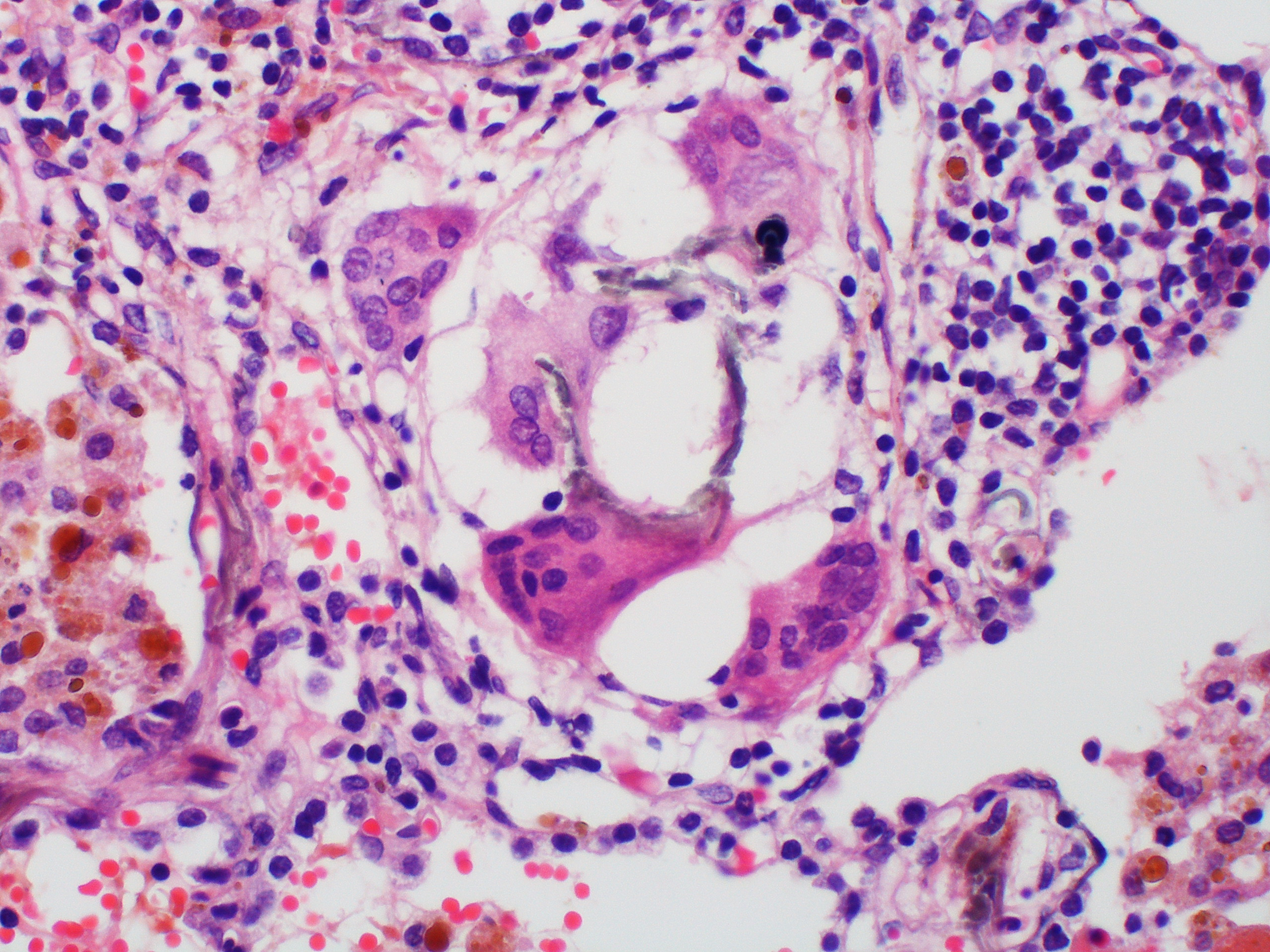

النزيف الرئوي هو نزيف حاد من الرئة، من الجهاز التنفسي العلوي والرغامى، والحوى. عندما يكون واضحا سريريا، والشرط عادة ما تكون ضخمة. يتميز ظهور نزيف رئوي السعال الناتج عن الدم (داء الدم) وتفاقم الأوكسجين مما يؤدي إلى حدوث زرقة. يجب أن يكون العلاج فوريا ويجب أن يشمل شفط القصبة الهوائية والأوكسجين وتهوية الضغط الإيجابي وتصحيح التشوهات الأساسية مثل اضطرابات التخثر. قد يكون نقل الدم ضروريا.

## الأسباب
الخداج هو العامل الأكثر شيوعًا المرتبط بالنزيف الرئوي. العوامل الأخرى المرتبطة بها هي تلك التي تميل إلى الاختناق في الفترة المحيطة بالولادة أو اضطرابات النزف بما في ذلك تسمم الحمل وتعاطي الأم للكوكايين وداء الكريات الحمر الجنيني و الولادة المقعدية وانخفاض حرارة الجسم والعدوى مثل السل الرئوي ومتلازمة الضائقة التنفسية للرضع (IRDS)، وإعطاء المواد الخافضة للتوتر السطحي في بعض الدراسات والأكسجين الغشائي خارج الجسم (ECMO).

## الفيزيولوجيا المرضية
على الرغم من أن الإمراض غير مؤكد، فمن المحتمل أن تكون الأعراض نتيجة للوذمة الرئوية النزفية، حيث أن الدم أقل من الدم العادي (عادة أقل بنسبة 15-20٪) وتركيز البروتينات الصغيرة أعلى مما هو عليه في البلازما. يفترض أن الرضيع يعاني من الاختناق مع نوبة قلبية ناتجة. وهذا يزيد من ضغط الأوعية الدموية الدقيقة الرئوية، مما يؤدي إلى وذمة رئوية. وتشمل العوامل المساهمة العوامل التي تفضل زيادة ترشيح السوائل من الشعيرات الدموية الرئوية (على سبيل المثال، انخفاض تركيز بروتينات البلازما، وارتفاع التوتر السطحي الحويصلات الهوائية، وتلف الرئة، وارتفاع درجة الحرارة).

### نزيف سنخي منتشر
النزف السنخي المنتشر هو نزيف من العديد من الحويصلات الهوائية في جميع أنحاء الرئتين. تشمل الأسباب الشائعة أمراض المناعة الذاتية وأمراض النسيج الضام. غالبًا ما يُعطى تشخيص DAH بعد ملاحظة مريض يعاني من نفث الدم وفقر الدم والسعال، جنبًا إلى جنب مع تصوير الصدر بالأشعة السينية التي تظهر ارتشاح السنخية في الرئتين، وهي مناطق من الهواء في الرئتين والتي عتامة وذات كثافة أعلى من الطبيعي، مما يشير عادةً إلى أنها مليئة بمادة مثل القيح أو الدم أو سائل آخر.

## الحالات
تعتمد نتيجة العلاج على السببية. يوجد نزيف رئوي في 7 إلى 10% من تشريح الجثث الوليدي، ولكن ما يصل إلى 80% من تشريح جثث الرضع الخدج جدا. معدل الإصابة هو 1 من كل 1000 ولادة حية. النزف الرئوي لديه معدل وفيات مرتفع من 30% إلى 40٪.